# Srđan Baljak
Srđan Baljak (ur. 25 listopada 1978 w Belgradzie) – serbski piłkarz występujący na pozycji napastnika. Obecnie jest zawodnikiem klubu MSV Duisburg.

## Kariera
Baljak zawodową karierę rozpoczynał w 1998 roku w klubie z Federalnej Republiki Jugosławii – FK Teleoptik. W 1999 roku został graczem klubu Radnički Kragujevac, a w 2000 roku podpisał kontrakt z Partizanem Belgrad. W tym samym roku powrócił do Teleoptiku. Spędził tam kolejne dwa lata. Potem grał w zespole FK Budućnost. W 2002 roku trafił do japońskiego Consadole Sapporo. W J-League zadebiutował 13 lipca 2002 w przegranym 0:1 meczu z Vissel Kobe. 24 lipca 2002 w przegranym 2:3 spotkaniu z Yokohama F. Marinos strzelił pierwszego gola w trakcie gry w J-League. W 2003 roku powrócił do Serbii i Czarnogóry (nowa nazwa Federalnej Republiki Jugosławii). Został graczem Banatu Zrenjanin, w którym grał przez kolejne cztery lata, a w sezonie 2006/2007 został królem strzelców Serbskiej Superligi.
Latem 2007 roku przeszedł do niemieckiego 1. FSV Mainz 05, grającego w 2. Bundeslidze. Pierwszy ligowy mecz zaliczył tam 12 sierpnia 2007 przeciwko TuS Koblenz (4:1). 16 marca 2008 w zremisowanym 1:1 pojedynku z TSV 1860 Monachium zdobył pierwszą bramkę w 2. Bundeslidze. W sezonie 2008/2009 Baljak awansował z zespołem do Bundesligi. Zadebiutował w niej 12 września 2009 w wygranym 2:1 spotkaniu z Herthą Berlin. W 2010 roku został piłkarzem MSV Duisburg